# Joaquín Gou y Solá
Joaquín Gou y Solá (Figueras, 1850-Gerona, 1923) fue un sacerdote y escritor español.

## Biografía
Nacido en 1850 en la localidad gerundense de Figueras, era hijo de padres pobres jornaleros. Aficionado al estudio, cursó los tres primeros años del bachillerato y después la carrera eclesiástica, ordenándose en 1876. En la Universidad de Barcelona siguió la carrera de Filosofía y Letras que terminó en 1880. Vuelto a Gerona, el obispo de la diócesis le encargó la dirección del colegio de Madres Esculapias establecido en dicha ciudad, y poco después fue nombrado catedrático de latín del Seminario. En 1883 recibió el grado de doctor en teología en Valencia, y tres años después hizo los ejercicios para obtener la Penitenciaria de la catedral de Gerona, y le fueron aprobados los ejercicios aun que no le fue concedida esta. En 1887 obtuvo el nombramiento de catedrático de Filosofía del Seminario de dicha ciudad. Gou Solá, que estudió el arameo bíblico, falleció en 1923 en Gerona, a finales del mes de enero.